# Po’alej Agudat Jisra’el

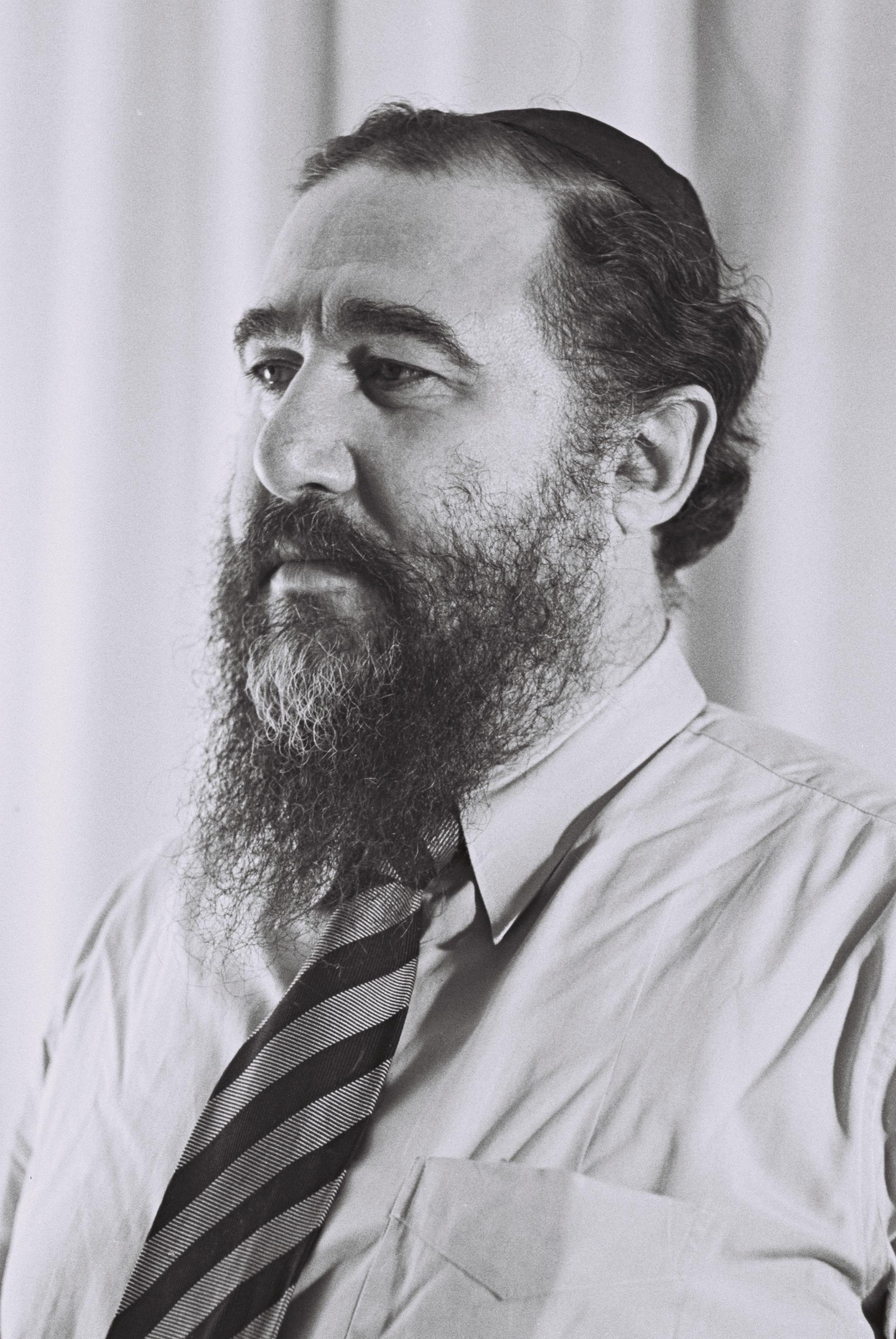
Binjamin Minc

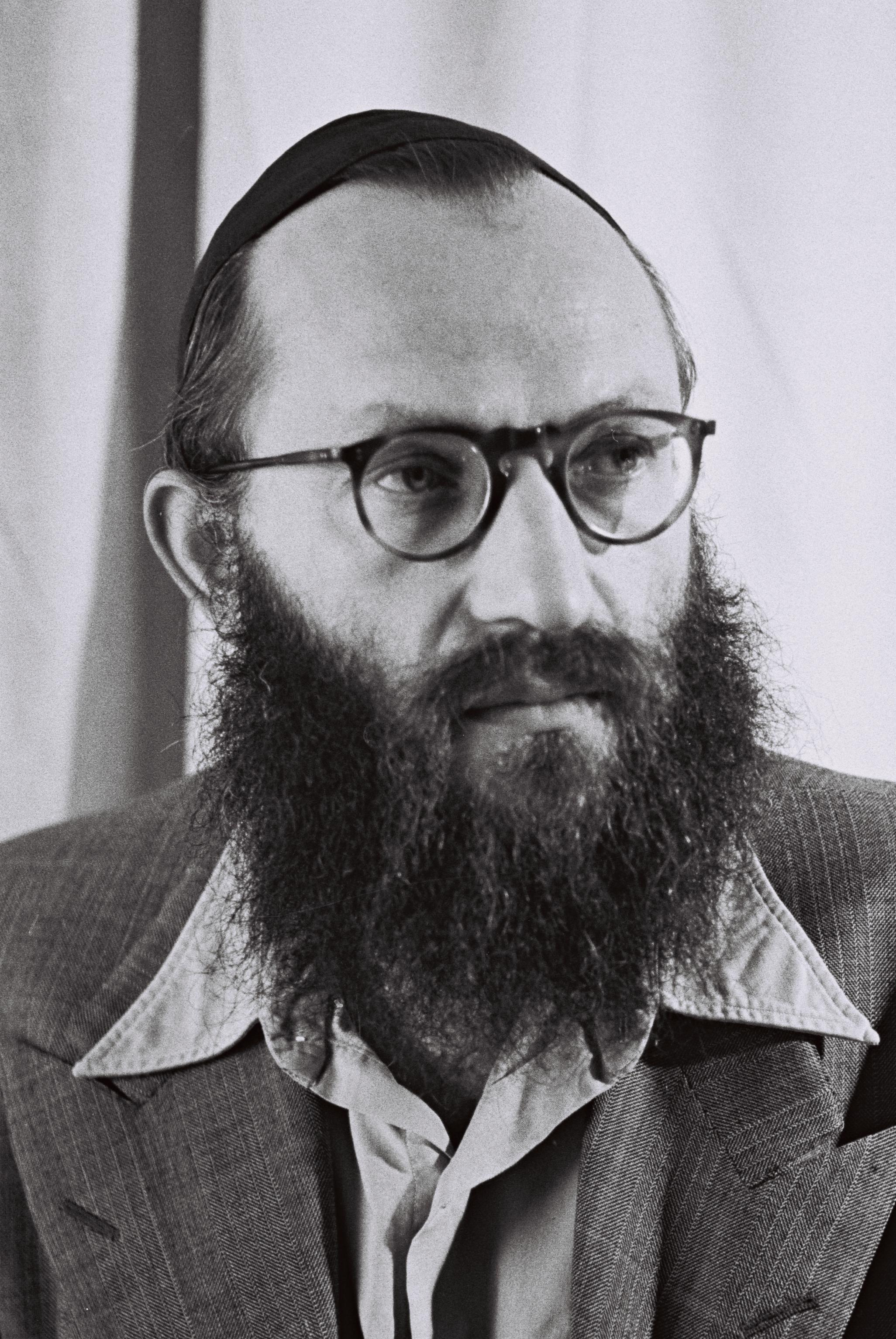
Kalman Kahana

Po’alej Agudat Jisra’el (hebr.: פועלי אגודת ישראל, jid.: Poalej Agudas Jisroel, ang.: Poalei Agudat Yisrael, pol.: Robotniczy Związek Izraela) – ortodoksyjna partia robotnicza mniejszości żydowskiej w II Rzeczypospolitej i Palestynie, następnie działająca w Izraelu.

## Historia

### Polska
Partia założona w 1922 w Łodzi, początkowo jako organizacja afiliowana przy Agudzie, z której pomocy korzystała. Funkcjonowała pod nazwami Poalej Agudas Jisroel in Pojłn oraz Związek Żydowskich Robotników Ortodoksyjnych „Poalej Agudas Jisroel”. Dążyła do poprawy sytuacji żydowskich pracowników poprzez urzeczywistnienie nakazów społecznych zawartych w Torze.
Od 1928 do 1936 partia wydawała tygodnik „Der Jidiszer Arbeter” (później „Der Jidiszer Arbeter-Sztyme”).

### Palestyna
Pierwsza, nieudana, próba założenia oddziału partii w Brytyjskim Mandacie Palestyny miała miejsce w 1925. Ostatecznie ugrupowanie rozpoczęło działalność w 1933, dzięki staraniom – pochodzącego z Polski – Beniamina Minca. W 1937, podczas III Światowego Kongresu Agudy w Marienbadzie, politycy Po’alej Agudat Jisra’el zapowiedzieli włączenie się w plan budowania państwa żydowskiego oraz zakładanie własnych kibuców. W 1944 członkowie ugrupowania założyli pierwszy – Chafec Chajjim.
W 1946 Minc stanął na czele partii, która wystąpiła ze struktur Agudat Israel, powołując jednocześnie Światowy Związek Po’alej Agudat Jisra’el. Ugrupowanie zostało członkiem organizacji związkowej Histadrut.

### Izrael
W wyborach parlamentarnych w 1949 partia wystartowała wraz z Mizrachi, Ha-Poel ha-Mizrachi, oraz Agudat Israel z koalicyjnej listy Zjednoczonego Frontu Religijnego. W pierwszym Knesecie znalazło się trzech jego przedstawicieli – Binjamin Minc, Kalman Kahana oraz Awraham-Jehuda Goldrat. Do przyśpieszonych wyborów w 1951 partia stanęła pod własnym szyldem, a mandaty poselskie zdobyli Minc i Kahana. W 1955 i w 1959 funkcjonował sojusz z Agudat Israel, pod nazwą Religijny Front Tory, a w ławach trzeciego i czwartego Knesetu zasiadali Minc, Kahana oraz Ja’akow Kac. 17 lipca 1960 Binjamin Minc został ministrem usług pocztowych w siódmym rządzie Dawida Ben Guriona. 9 sierpnia doszło do zerwania sojuszu z Agudą i do końca kadencji członkowie Po’alej Agudat Jisra’el zasiadali we własnej frakcji. 30 maja 1961 zmarł Binjamin Minc.
W kolejnych trzech wyborach parlamentarnych ugrupowanie wystartowało pod własnym szyldem. W 1961 i 1965 mandaty poselskie zdobywali Kahana oraz Kac. Po śmierci Kaca 21 grudnia 1967 jego miejsce w parlamencie zajął Awraham Werdiger. W wyborach w 1969 partia znów zdobyła dwa miejsca, a mandaty objęli Kahana i Werdiger. Na wybory w 1973 wskrzeszono Religijny Front Tory. Ugrupowanie zdobyło pięć mandatów, ale z POJ ponownie weszli jedynie Kahana i Werdiger. 15 marca 1977 doszło do rozłamu w sojuszu, skutkiem czego do majowych wyborów oba ugrupowania poszły oddzielnie, a do dziewiątego Knesetu dostał się tylko Kahana. Werdiger powrócił jeszcze do Knesetu w 1984 jako jeden z dwóch posłów partii Morasza. Po tym jak Chajjim Drukman opuścił to ugrupowanie na rzecz Mafdalu, przybrało ono nazwę Morasza-Po’alej Agudat Jisra’el.